# Walter Craven
 (juillet 2022).
Si vous disposez d'ouvrages ou d'articles de référence ou si vous connaissez des sites web de qualité traitant du thème abordé ici, merci de compléter l'article en donnant les références utiles à sa vérifiabilité et en les liant à la section « Notes et références ».
Pour les articles homonymes, voir Craven.
Walter Scott Craven, né vers 1863 et mort à Knoxville (Tennessee, États-Unis) le 25 novembre 1918, est un acteur américain.

## Filmographie partielle
- 1913 : Ivanhoé
- 1914 : The Unwelcome Mrs. Hatch
- 1915 : Zaza
- 1915 : Jimmy le mystérieux
- 1918 : Sa grande aventure (The Great Adventure) d'Alice Guy